# برنت اورت
برنت اورت (انگلیسی: Brent Everett؛ زاده ۱۰ فوریهٔ ۱۹۸۴) یک بازیگر پورنوگرافی اهل کانادا است.